# Pedal (Orgel)

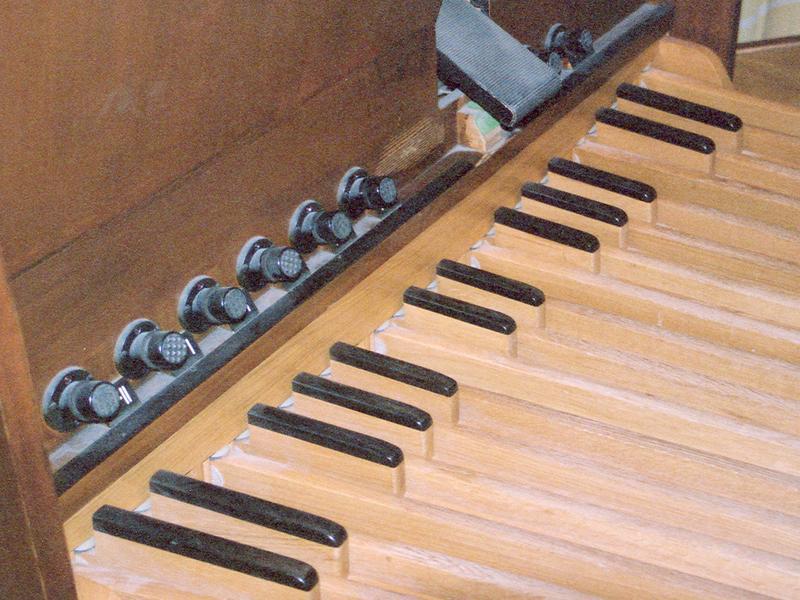
Orgelpedal mit Schwelltritt und Trittschaltern (Pistons) für Koppeln und Sequenzer

Mit Pedal (v. lat. pes „Fuß“) wird bei der Orgel eine Klaviatur bezeichnet, die vom Organisten mit den Füßen gespielt wird im Gegensatz zu den Manualen, die mit den Händen gespielt werden. Pedal ist aber auch als Kurzform für das Pedalwerk gebräuchlich.

## Tonumfang
Der Tonumfang des Pedals reicht heutzutage von 13 bis 32 Tasten (bis etwa 2 1⁄2 Oktaven, ebenfalls chromatisch ab C), in Ausnahmefällen bei sehr großen Orgeln von A1 bis c2 (3 Oktaven). Früher wurde das Pedal oft nur bis c1 oder d1 oder noch kürzer ausgeführt. In der Regel verfügt jede Orgel über ein Pedal und ein oder mehrere Manuale. Eine kleine Orgel ohne (oder mit nur angehängtem) Pedal bezeichnet man als Positiv. Ganz selten findet man auch Orgeln mit zwei Pedalklaviaturen. Bei elektronischen Orgeln sind außerdem sogenannte „Stummelpedale“ in Gebrauch, die wesentlich kleiner mensuriert sind und nur eine Oktave umfassen. „Stummelpedale“ finden sich auch an Barockorgeln bspw. auf der iberischen Halbinsel oder im süddeutschen Raum. Deren Tonumfang liegt bei ein bis anderthalb Oktaven.

## Bauformen
Es gibt verschiedene Bauweisen; unterschieden wird zunächst zwischen „Parallelpedal“, bei dem alle Tasten parallel zueinander liegen, und „Radialpedal“, bei dem die Tasten sternförmig von der Orgelbank ausgehend auseinanderlaufen. Das Pedal kann außerdem in horizontaler Richtung mit höher liegenden Tasten am Rand oder vertikaler Richtung mit längeren Obertasten am Rand geschweift sein, um dem Organisten das Erreichen der Pedaltasten in Randnähe zu erleichtern. Ein derart aufgebautes Pedal wird als „einfach geschweift“ bezeichnet, wobei ein horizontal geschweiftes auch „Konkavpedal“ genannt wird. Werden horizontale und vertikale Schweifung kombiniert, also ein „Konkavpedal“ mit verlängerten Obertasten, wird das als „doppelt geschweift“ bezeichnet.
|  |  |  |  |

BDO = Bund Deutscher Orgelbaumeister, AGO = American Guild of Organists

### Klötzchen-Pedal

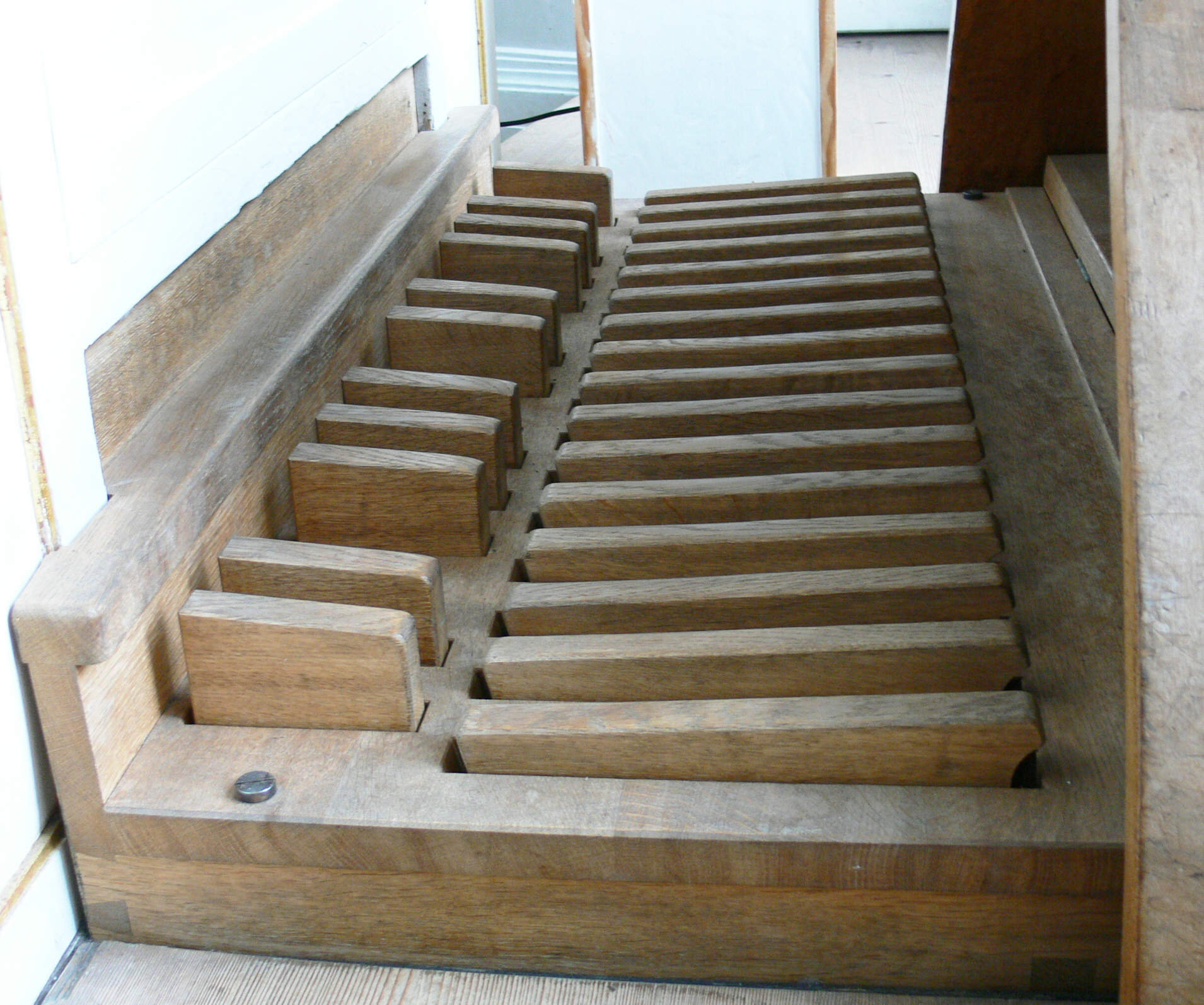
Klötzchen-Pedal der spätbarocken Holzhey-Orgel in Weißenau

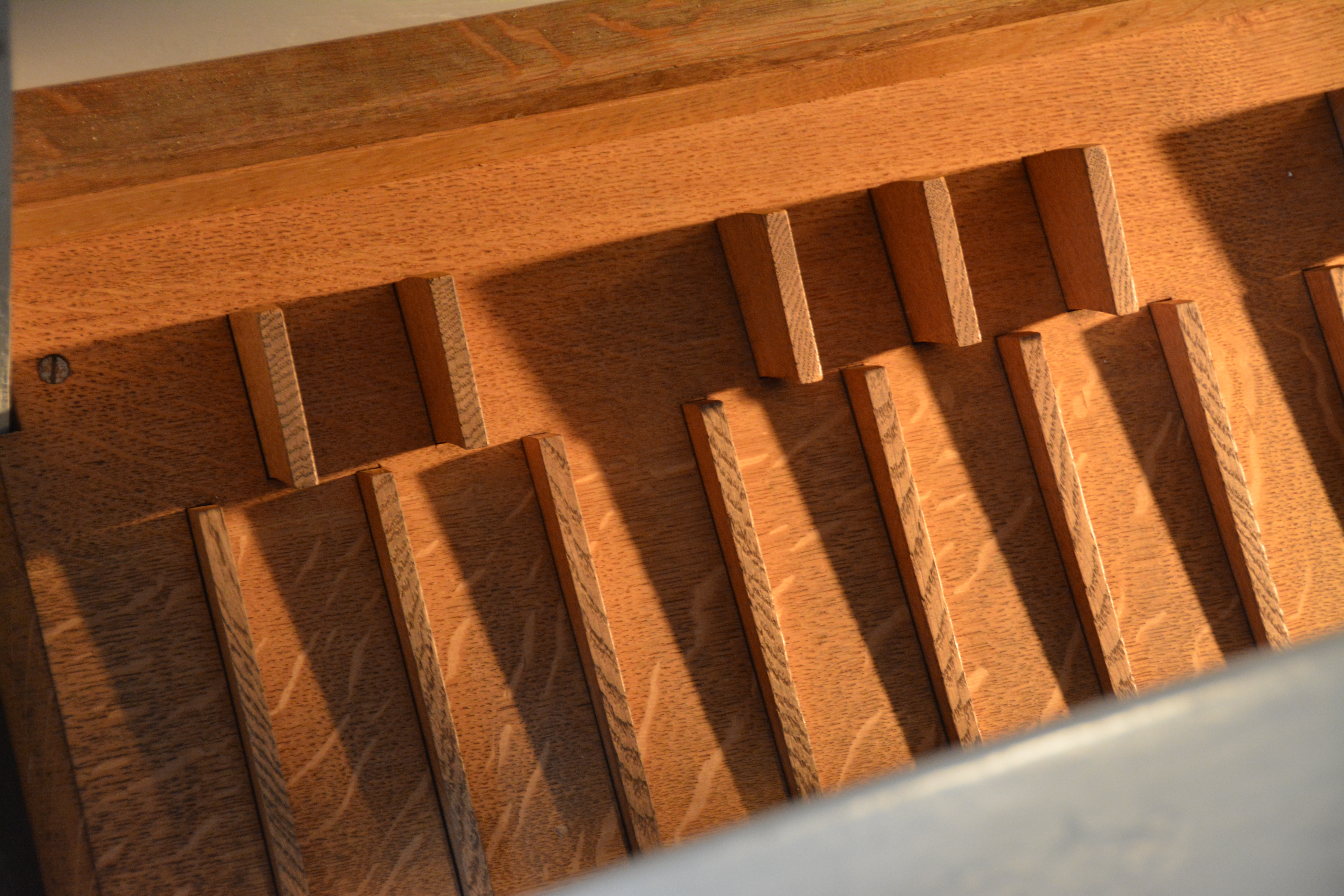
Das sogenannte „Messerrücken-Pedal“ der Ev.-Ref. Kirche Stapelmoor

Bei einem Klötzchenpedal sind die Tasten nicht wie bei modernen Pedalklaviaturen sichtbar in voller Länge ausgeführt, sondern ragen als „Klötzchen“ aus der Deckplatte der Pedalklaviatur heraus. Ähnlich konstruiert ist das sog. „Messerrücken-Pedal“ an französischen Barockorgeln.

### Stummelpedal

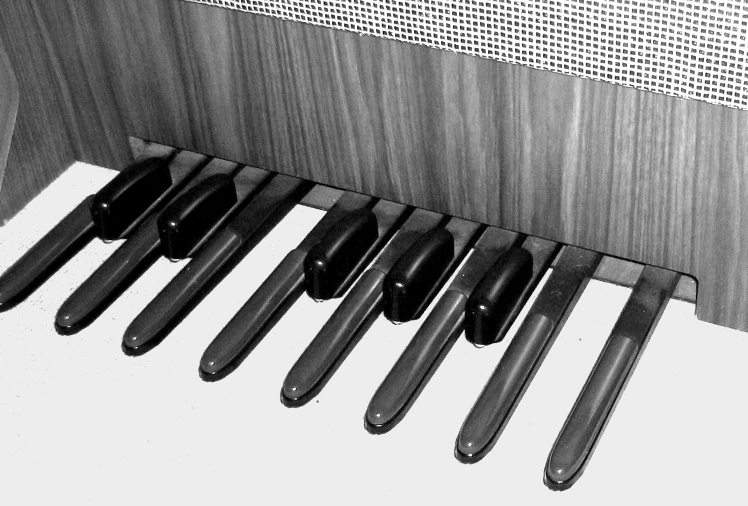
Stummelpedal einer Hammond-Orgel

Bei der Minimalversion einer Pedalklaviatur, dem „Stummelpedal“, ragen 10 bis 25 cm kurze Tasten aus dem Gehäuse und können mit den Fußspitzen gespielt werden, vorwiegend des linken Fußes (der rechte bedient den Schweller und schaltet Effekte). Virtuoses Pedalspiel im klassischen Sinn ist damit nur bedingt möglich. Solche Pedale, werden sie bei Pfeifenorgeln gebaut, sind meist nur an das Manual angehängt, oft auf einfachste Weise mit einem Stoffband oder einer Schnur. Beispiele von Pedalen kleineren Umfangs finden sich hauptsächlich in Italien und Spanien, aber auch im Alpenraum. Viele Pedale an elektronischen Orgeln sind als Stummelpedal gebaut, sie dienen hier dem Spiel von Basslinien wie etwa einem Walking Bass.

### Stöpselpedal

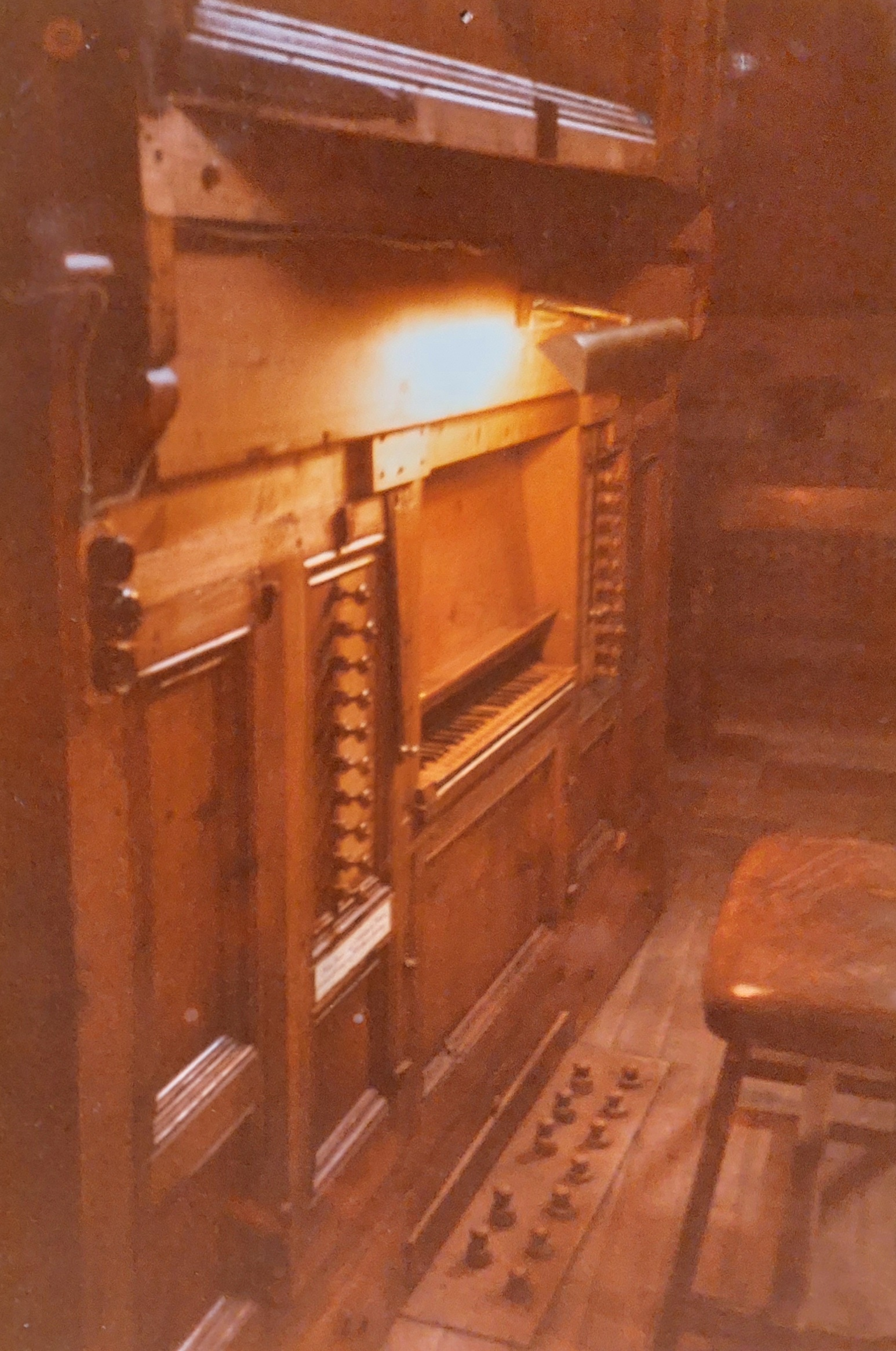
Stöpselpedal (Spanien)

Bei dieser Bauweise gibt es nicht die sonst üblichen länglichen Pedaltasten, sondern runde Knöpfe. Es erinnert eher an die Tastatur eines überdimensionierten einfachen Knopfakkordeons.

### Angehängtes Pedal
Ein Pedal ohne eigene Pfeifen/Register, welches permanent an ein Manualwerk gekoppelt ist, wird als „angehängtes Pedal“ bezeichnet. Ein angehängtes Pedal findet sich meist nur an kleinen, mechanischen Instrumenten, in seltenen Fällen ist die Verbindung zum Manual als Ventilkoppel ausgeführt.

### Unselbstständiges Pedal
Bei Orgeln, in denen das Pedal gegenüber den Manualen nur sehr wenige Register, meist nur ein bis zwei Register zu 16′ und 8′, umfasst, ist auch die Bezeichnung „unselbstständiges Pedal“ in Gebrauch, da hier häufig der Gebrauch einer Pedalkoppel erforderlich ist. Unselbständige Pedale finden sich in vielen Kleinorgeln, wo sie nur über ein eigenes Register, meist Untersatz 16′ oder Subbass 16′, verfügen. Standard sind unselbständige Pedale in Barockorgeln auf der iberischen Halbinsel. Diese oft als Stummelpedal oder Stöpselpedal ausgeführten Pedale verfügen meist nur über das eigene Register „Contras“, wobei es sich in vielen Fällen um ein Holzgedackt 16′ oder Holzgedackt 16′+8′ handelt. Die Abgrenzung zum selbständigen Pedal ist mitunter schwierig. So verfügen die Pedalwerke kleinerer französischer Barockorgeln nahezu einheitlich nur über die drei eigenen Register Soubasse 16′ (gedackt), Flûte 8′ (weit mesurierter Prinzipal) und Trompette 8′ (Metallbecher voller Länge), dennoch ist der Gebrauch der Pedalkoppel in der einschlägigen Literatur eher selten.

### Kurze Oktave

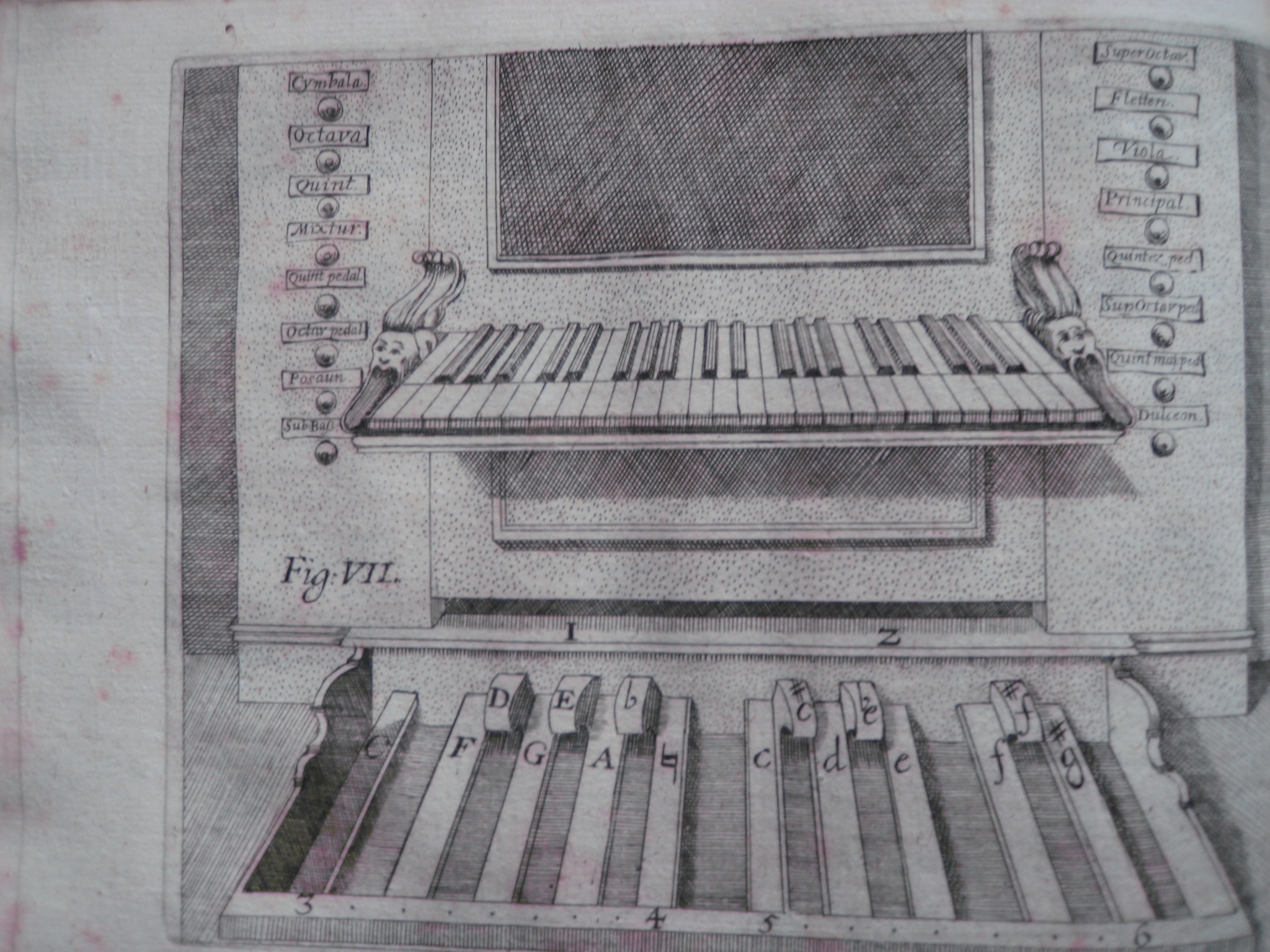
16-Tasten Pedal – „kurze Oktave“. In: Samber: Continuatio ad manductionem organicam, Salzburg 1707.

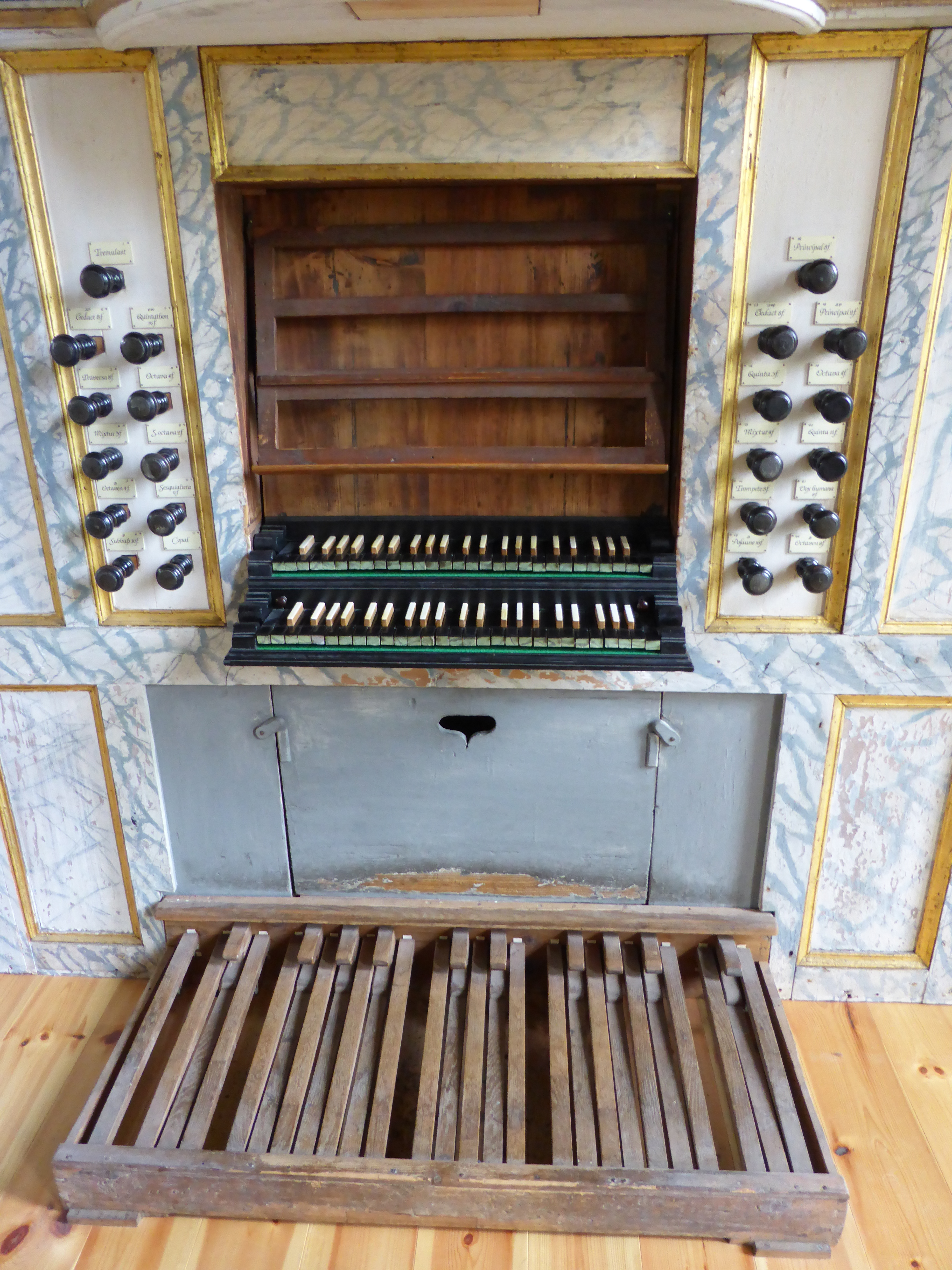
Papenius-Orgel 1747, ohne Cis, Brandenburgisches Orgelmuseum

An historischen Orgeln bis weit ins 19. Jahrhundert findet sich häufig ein Pedal mit kurzer Oktave: Hierbei wird in der Regel auf die tiefsten vier Pedaltasten (C, Cis, D und Dis) verzichtet. Bei den realen Tönen im Verlauf der Oktave werden die in der Alten Musik in jener Lage kaum genutzten Töne Cis/Des, Dis/Es, Fis/Ges und Gis/As weggelassen, was eine deutliche Material- und somit Kostenersparnis mit sich brachte.

#### Sonderform der großen Oktave; ohne Cis
Da das Cis bei einer Orgel im Barockstil praktisch kaum gebraucht wird – Johann Sebastian Bach z. B. hat es in seinem gesamten Orgelwerk bei nur sechs Kompositionen eingesetzt – wird es, als Sonderform einer kurzen Oktave, mitunter nicht gebaut:
- Papenius-Orgel 1747, St. Marien, Bad Belzig, Brandenburg
- Westenfelder-Orgel 1998, Maria Plain, Salzburg
- Kögler-Orgel 2013, Pfarrkirche, Sankt Koloman, Land Salzburg

## Spieltechniken
Das Pedalspiel kann sowohl mit den Spitzen als auch mit den Fersen (Absätzen der Schuhe) beider Füße erfolgen. Auch gibt es die Abrolltechnik, bei der über den Ballen des „dicken Zeh“ der Fuß zum Ballen des „kleinen Zeh“ abgerollt wird. Dadurch kann theoretisch bis zu vierstimmig gespielt werden. In der Praxis ist jedoch einstimmiges Pedalspiel üblich; bereits zweistimmige Passagen sind selten anzutreffen (Beispiel: J. S. Bach, Choralbearbeitung Aus tiefer Not schrei’ ich zu dir BWV 686, mit der Zusatzangabe: a 6 voci in organo pleno con pedale doppio). Ein wichtiges Mittel ist das Vor- oder Hintersetzen eines Fußes; auch das Gleiten von Taste zu Taste wird bei langsamem Tempo eingesetzt. Der Fußsatz kann wie der Fingersatz durch spezielle Zeichen in die Noten eingetragen werden, die jedoch nicht von allen Organisten gleich verwendet werden. Bis ins 19. Jahrhundert wurde von vielen Organisten das Spiel mit der Spitze bevorzugt, oft schon wegen der Bauform der Pedaltasten, die den sinnvollen Gebrauch des Absatzes nicht ermöglichte. Die Germani-Technik (nach Fernando Germani) verwendet Spitze und Absatz gleichberechtigt.
Diese Technik ist mit den heutigen Modellen von Straßenschuhen nur schwer realisierbar, weswegen die meisten Organisten mit separaten Schuhen Pedal spielen. Besonders Tanzschuhe sind wegen ihres schmalen und nahtlosen Schnittes, ihrer Wildledersohle und des Absatzes gut für virtuoses Spiel geeignet, ebenso schmal geschnittene Schuhe mit Absatz und Ledersohle. Allerdings gibt es auch Organisten, die das Pedalspiel ohne Schuhe bevorzugen, also nur mit Socken oder barfüßig.